# Tui (stacja kolejowa)
Tui (hiszp. Estación de Tuy) – stacja kolejowa w miejscowości Tui, w prowincji Pontevedra, we wspólnocie autonomicznej Galicia, w Hiszpanii.
Obsługuje połączenia regionalne Renfe i Comboios de Portugal.

## Położenie stacji
Znajduje się na linii Vigo – Porto w km 2,8, na wysokości 26 m n.p.m..

## Historia
Stacja została otwarta 1 stycznia 1884 wraz z otwarciem linii do granicy portugalskiej w Guillarey. MZOV zleciło budowę tego krótkiego odcinka, którego główną funkcją było zjednoczenie hiszpańskich i portugalskich sieci kolejowych poprzez międzynarodowy most na rzece Miño, ukończony w 1886 roku. W 1928 roku poważne problemy gospodarcze firm spowodowały włączenie ich do Compañía Nacional de los Ferrocarriles del Oeste. w 1941 w wyniku nacjonalizacji hiszpańskiej kolei, stała się częścią RENFE.
Od 31 grudnia 2004 Renfe Operadora zarządza liniami, a Adif jest właścicielem obiektów kolejowych.

## Linie kolejowe
- Vigo – Porto